# Lydia

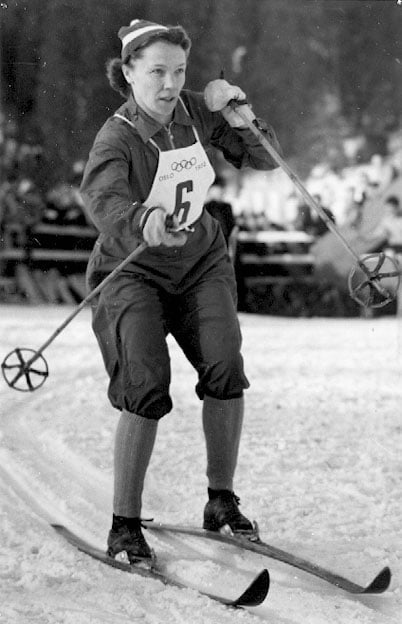
Lydia Wideman, 1952.

Lydia är ett latinskt kvinnonamn som betyder flicka från Lydien. 
Lydia har använts som dopnamn i Sverige sedan 1600-talet.
Namnet var populärt kring förra sekelskiftet och ökar även i populariet kring detta. 
Den 31 december 2009 fanns det totalt 3 297 personer i Sverige med namnet, varav 1 346 med det som tilltalsnamn/förstanamn.
År 2003 fick 94 flickor namnet, varav 43 fick det som tilltalsnamn.
Stavningen Lidia och Lidija förekommer. 
Namnsdag i Sverige: 3 december. I den finlandssvenska namnsdagslängden har Lydia namnsdag 23 maj sedan starten 1929, då en egen namnsdagskalender togs i bruk för finlandssvenskar, med en paus 1950–1994

## Personer med namnet Lydia
- Lydia från Thyatira var en kvinna som omvändes till kristendomen av Paulus (nämns i Apostlagärningarna)
- Lydia Baxter, amerikansk poet
- Lydia Becker, den brittiska kvinnorörelsens grundare
- Lydia Capolicchio, svensk journalist
- Lydia Ko, golfspelare från Nya Zeeland, rankad etta i världen 2015, 2016.
- Lydia Koidula, estnisk författare
- Lydia Lithell, psalmförfattare
- Lydia Lunch, amerikansk sångerska
- Lydia Sandgren, författare
- Lidia Simon, rumänsk friidrottare
- Lidija Skoblikova, sovjetisk tävlingsskrinnare
- Lydia Wahlström, (1869-1954), historiker, författare.
- Lydia Wideman, finländsk längdskidåkare
- Lydia, spansk sångerska.